# Cyphomyia cyanea
Cyphomyia cyanea är en tvåvingeart som först beskrevs av Fabricius 1794.  Cyphomyia cyanea ingår i släktet Cyphomyia och familjen vapenflugor. Inga underarter finns listade i Catalogue of Life.